# Estación Libertad
Estación Libertad is een plaats in het Argentijnse bestuurlijke gebied Monte Caseros in de provincie Corrientes. De plaats telt 207 inwoners.